# Cubase
Cubase là phần mềm âm nhạc do công ty Steinberg của Đức phát triển và phát hành, chuyên về kỹ thuật thu âm, phối khí, soạn thảo nhạc và sản xuất âm nhạc.